# Christian Isaiah
Christian Isaiah (Virginia Beach, 15 dicembre 2007) è un attore statunitense, famoso per aver interpretato Liam Gallagher in Shameless.

## Filmografia

### Cinema
- Dead Women Walking, regia di Hagar Ben-Asher (2018)
- Induced Effect, regia di Rasheed Stephens (2019)
- City of Crime, regia di Brian Kirk (2019)

### Televisione
- Reel Kids - serie TV, 2 episodi (2015)
- Married - serie TV, 4 episodi (2015)
- The Hit: Episode 5 King Is My Hero (2016)
- Teachers - serie TV, Episodio 2x05 (2017)
- Shameless - serie TV, 38 episodi (2017-2021)
- Unsolved - serie TV, Episodio 1x08 (2018)
- Action Nat and the Cat - serie TV, 2 episodi (2020)
- All American: Homecoming - serie TV, episodio 1x06 (2022)

## Doppiatori italiani
- Adriano Venditti in Unsolved